# DARVO
DARVO (en akronym för "deny, attack, and reverse victim & offender", översatt till svenska "förneka, attackera och byta plats på offer och förövare") är en manipulationsstrategi som förövare av våld och/eller övergrepp, exempelvis sexualförbrytare, kan använda sig av när de ställs till svars för sitt beteende. Vissa forskare menar att det är en vanlig manipulationsstrategi bland psykologiska misshandlare.

## Hur det går till
Precis som förkortningen säger är de vanligaste stegen följande:
1. Förövaren förnekar att övergreppen har ägt rum
2. När förövaren konfronteras med bevis, attackerar förövaren den person som har utsatts för övergrepp (och/eller personens familj och/eller vänner) för att ha försökt hålla förövaren ansvarig för sina handlingar, och till slut
3. Hävdar förövaren att hen själv var/är det faktiska offret i situationen, vilket medför att ur förövarens perspektiv byter offer och förövare plats. Det handlar ofta inte bara om att spela offret utan dessutom att skylla på offret.[2][3]

## Ursprung
Akronymen, och analysen den bygger på, kommer ursprungligen från psykologen Jennifer Freyds arbete, som skrev om det år 1997. Det första steget av DARVO, förnekelse, involverar gaslighting. 
 

## Användning och effektivitet
Freyd konstaterade att DARVO-taktiken används ofta och är effektivt, även om en majoritet är benägna att tro ett DARVO-svar minskar i effektivitet när de väl förstår taktiken. Undersökningen och fastställandet av vem som använder DARVO-taktiken visar sig dock vara svårt tills det är fastställt vem som är offret och vem som är förövaren i ett visst specifikt fall.   

## I populärmedia
I 2019 års avsnitt " Seson Finale " av South Park arresteras Randy Marsh för att ha förstört en hemodlares marijuana. Randy ringer president Garrison för juridisk rådgivning. Presidenten förklarar DARVO-taktiken för honom och rollspelar hur man använder den. När Randy försöker göra det, informerar polisen han provar det på att taktiken inte kommer att fungera, eftersom Randy inte är presidenten.